# Polònia al Festival de la Cançó d'Eurovisió
Polònia ha participat en el Festival de la Cançó d'Eurovisió, des del seu debut en 1994. Tot i que no es va convertir en membre de la Unió Europea de Radiodifusió fins a 1993, el festival era transmès en la televisió polonesa de manera regular, encara que de vegades amb retard.

## Història
En 1994, Polònia va tenir un bon debut, Edyta Górniak i la cançó "To Nie Ja" van quedar en segon lloc i fins a 2019 ha estat la més reeixida del país, encara que aquest mateix any gairebé va ser desqualificada perquè Edyta va cantar el cor de la seva cançó en anglès durant els assajos. Les cançons següents han estat menys reeixides, les quals han acabat, regularment, enmig de la llista final de resultats. En 2000 i en 2002, Polònia va ser relegat a causa dels mals resultats dels anys anteriors. Va ser en 2003 quan Polònia va organitzar una selecció pública que va ser guanyada per Ich Troje. Aquesta ha estat l'única vegada que Polònia s'ha tornat a col·locar dins dels deu millors llocs. La cançó trilingüe Keine Grenzen-Żadnych granic" va acabar en 7è lloc. En 2005, TVP va tornar a seleccionar la seva cançó de manera interna i en 2006 es va organitzar una selecció pública, en tots dos casos es va aconseguir arribar només a l'11è lloc, de manera que es va quedar fora de les finals. En 2007 Polònia va tornar a quedar-s'hi fora, aquesta vegada en el 14è lloc. En 2008, va aconseguir passar a la final per primera vegada des de la implantació d'aquest sistema amb un 10è lloc, però aquell any per primera vegada solament passaven els 9 primers i el 10è seria el país que triaria un jurat. Curiosament, el país triat pel jurat va ser Polònia, corresponent amb la posició que la cantant nord-americana havia aconseguit. A pesar de tot, Polònia es va plantejar la possibilitat d'abandonar el festival després del mal resultat de 2008, però els polonesos ho van considerar un assoliment perquè va ser la primera vegada que des que es van implantar les semifinals van poder anar a la final. Finalment va participar en 2009 amb la cançó "I don't wanna leave", però aquesta vegada no va passar a la final. Malgrat això, va estar a prop, ja que va quedar en la 12a posició amb 43 punts. També van decidir participar en 2010 amb la cançó "Legenda", però sense aconseguir classificar-se per a la final. Polònia va confirmar la seva retirada del festival de 2012 després de l'últim lloc en la semifinal de l'any anterior amb Magdalena Tul a causa de l'esforç que li suposava l'organització i cobertura de l'Eurocopa 2012. En 2014, hi van retornar amb Donatan & Cleo, que van cantar "My Słowianie - We Are Slavic" i van aconseguir el lloc 14 amb 62 punts en la gran final. L'any següent, el país va ser representat per Monika Kuszyńska amb la cançó "In the name of love", que acabaria en el lloc 23 de la gran final amb 10 punts.
D'altra banda, uns mesos abans que comencés el festival de 2016, Polònia va aconseguir llocs alts a les cases d'apostes a causa que una de les participants de la selecció nacional, Margaret, era la gran favorita per portar-se el triomf en la preselecció. Malgrat això, el cantant Michał Szpak va guanyar la selecció sorprenent a molts en no ser escollida Margaret. Després de l'elecció de Michał Polònia va sofrir una baixada dràstica a les cases d'apostes, però en començar els assajos l'actuació de Szpak va fer que Europa li agafés afecte a la cançó que seria 6a en la semifinal i 8a en la final, caracteritzat per un gran desacord entre el jurat i el televot, doncs el primer va deixar a la cançó "Color of your life" en el lloc 25 amb solament 7 punts; però després seria salvat pel gran suport que va rebre per part del televot, que el deixaria en un bon 3r lloc. Un any després, Kasia Moś va obtenir un mal 22 lloc en la final, mentre que en 2018 i 2019, Gromee & Lukas Meijer i Tulia, respectivament, no es van classificar.
Cal destacar que, encara que Alemanya li dona punts a Polònia la majoria de les vegades i viceversa, no hi ha un patró clar de votació en relació als punts que rep o que dona. Usualment li dona punts als països que eventualment queden en els primers llocs i no és part del vot "veïnal" o "de bloc". Una excepció és Ucraïna, el qual sempre rep vots per sobre de la mitjana per part de Polònia, amb la qual cosa es pot comprovar que els polonesos voten per la cançó que més els hagi agradat i no per si és un país veí o no, encara que de vegades també puguin influir els immigrants del país que van manar els seus vots als llocs del seu origen.
En tan sol 3 vegades, aquest país ha quedat en el TOP-10 dins d'una gran final.

## Participacions
Llegenda
| Any                                   | Seu         | Artista                   | Cançó                          | Final                | Punts                | Semifinal                 | Punts                     |
| ------------------------------------- | ----------- | ------------------------- | ------------------------------ | -------------------- | -------------------- | ------------------------- | ------------------------- |
| 1994                                  | Dublín      | Edyta Górniak             | «To nie ja»                    | 2                    | 166                  | No va haver-hi semifinals | No va haver-hi semifinals |
| 1995                                  | Dublín      | Justyna Steczkowska       | «Sama»                         | 18                   | 15                   | No va haver-hi semifinals | No va haver-hi semifinals |
| 1996                                  | Oslo        | Kasia Kowalska            | «Chcę znać swój grzech...»     | 15                   | 31                   | 15                        | 42                        |
| 1997                                  | Dublín      | Anna Maria Jopek          | «Ale jestem»                   | 11                   | 54                   | No va haver-hi semifinals | No va haver-hi semifinals |
| 1998                                  | Birmingham  | Sixteen                   | «To takie proste»              | 17                   | 19                   | No va haver-hi semifinals | No va haver-hi semifinals |
| 1999                                  | Jerusalem   | Mietek Szcześniak         | «Przytul mnie mocno»           | 18                   | 17                   | No va haver-hi semifinals | No va haver-hi semifinals |
| No hi va participar en 2000           |             |                           |                                |                      |                      |                           |                           |
| 2001                                  | Copenhaguen | Andrzej Piaseczny         | «2 long»                       | 20                   | 11                   | No va haver-hi semifinals | No va haver-hi semifinals |
| No hi va participar en 2002           |             |                           |                                |                      |                      |                           |                           |
| 2003                                  | Riga        | Ich Troje                 | «Keine Grenzen-Żadnych granic» | 7                    | 90                   | No va haver-hi semifinals | No va haver-hi semifinals |
| 2004                                  | Istanbul    | Blue Café                 | «Love song»                    | 17                   | 27                   | Top 11 de l'any anterior  | Top 11 de l'any anterior  |
| 2005                                  | Kíev        | Ivan & Delfín             | «Czarna dziewczyna»            | No es va classificar | No es va classificar | 11                        | 81                        |
| 2006                                  | Atenes      | Ich Troje                 | «Follow My Heart»              | No es va classificar | No es va classificar | 11                        | 70                        |
| 2007                                  | Hèlsinki    | The Jet Set               | «Time to party»                | No es va classificar | No es va classificar | 14                        | 75                        |
| 2008                                  | Belgrad     | Isis Gee                  | «For life»                     | 24                   | 14                   | 10                        | 42                        |
| 2009                                  | Moscou      | Lidia Kopania             | «I don't wanna leave»          | No es va classificar | No es va classificar | 12                        | 43                        |
| 2010                                  | Oslo        | Marcin Mroziński          | «Legenda»                      | No es va classificar | No es va classificar | 13                        | 44                        |
| 2011                                  | Düsseldorf  | Magdalena Tul             | «Jestem»                       | No es va classificar | No es va classificar | 19                        | 18                        |
| No hi va participar entre 2012 i 2013 |             |                           |                                |                      |                      |                           |                           |
| 2014                                  | Copenhaguen | Donatan & Cleo            | «My Słowianie - We Are Slavic» | 14                   | 62                   | 8                         | 70                        |
| 2015                                  | Viena       | Monika Kuszyńska          | «In the name of love»          | 23                   | 10                   | 8                         | 57                        |
| 2016                                  | Estocolm    | Michał Szpak              | «Color of Your Life»           | 8                    | 229                  | 6                         | 141                       |
| 2017                                  | Kíev        | Kasia Moś                 | «Flashlight»                   | 22                   | 64                   | 9                         | 119                       |
| 2018                                  | Lisboa      | Gromee feat. Lukas Meijer | «Light Me Up»                  | No es va classificar | No es va classificar | 14                        | 81                        |
| 2019                                  | Tel-Aviv    | Tulia                     | «Fire of Love (Pali się)»      | No es va classificar | No es va classificar | 11                        | 120                       |
| 2020                                  | Rotterdam   | Alicja Szemplińska        | «Empires»                      | Festival cancel·lat  | Festival cancel·lat  | Festival cancel·lat       | Festival cancel·lat       |
| 2021                                  | Rotterdam   | Rafał Brzozowski          | «The Ride»                     | No es va classificar | No es va classificar | 14                        | 35                        |
| 2022                                  | Torí        | Krystian Ochman           | «River»                        | 12                   | 151                  | 6                         | 198                       |
| 2023                                  | Liverpool   | Blanka Stajkow            | «Solo»                         | 19                   | 93                   | 3                         | 124                       |
| 2024                                  | Malmö       | Luna                      | «The Tower»                    | No es va classificar | No es va classificar | 12                        | 35                        |
| 2025                                  | Basilea     | Justyna Steczkowska       | «Gaja»                         | 14                   | 156                  | 7                         | 85                        |

## Galeria d'imatges

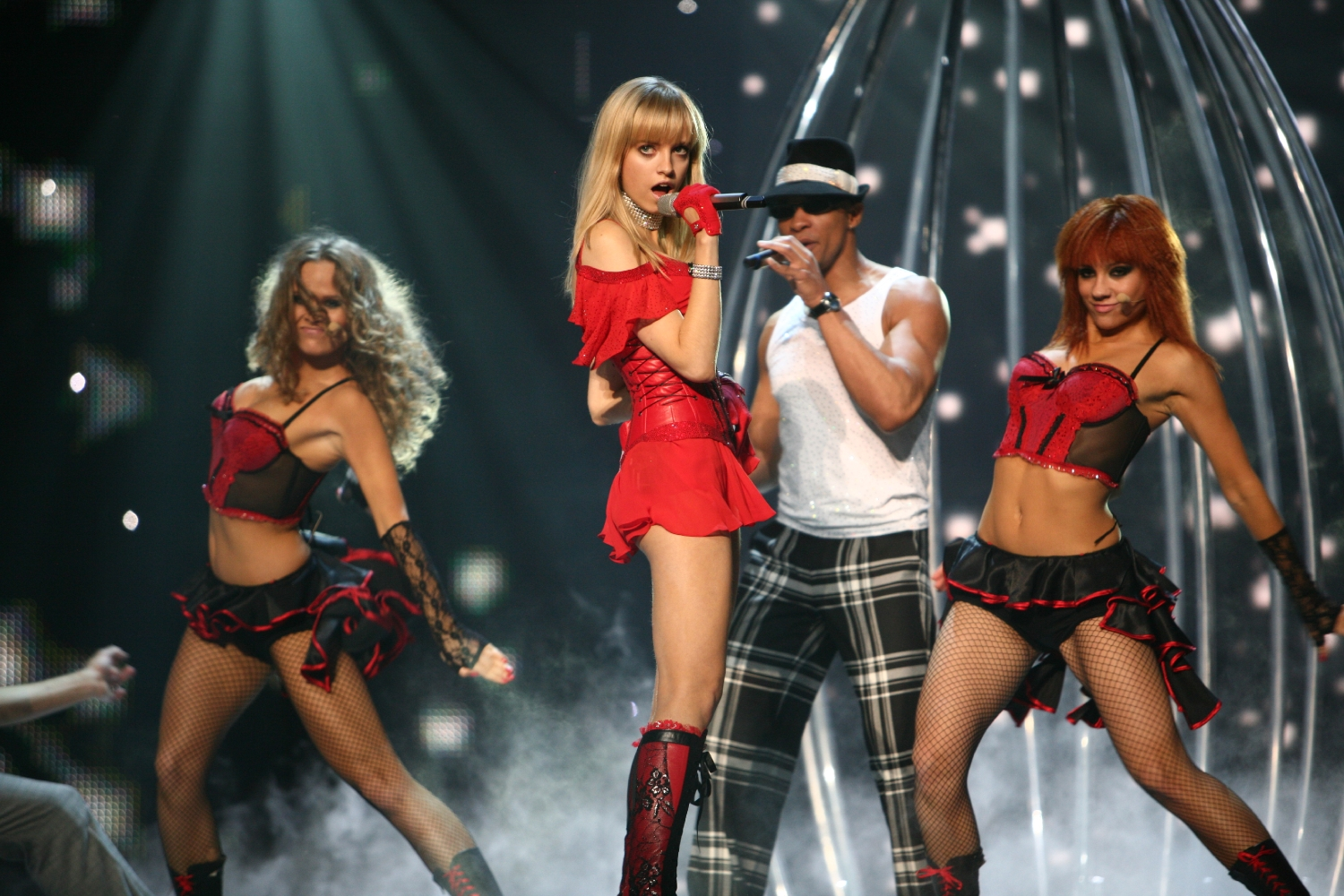
The Jet Set a Hèlsinki (2007)
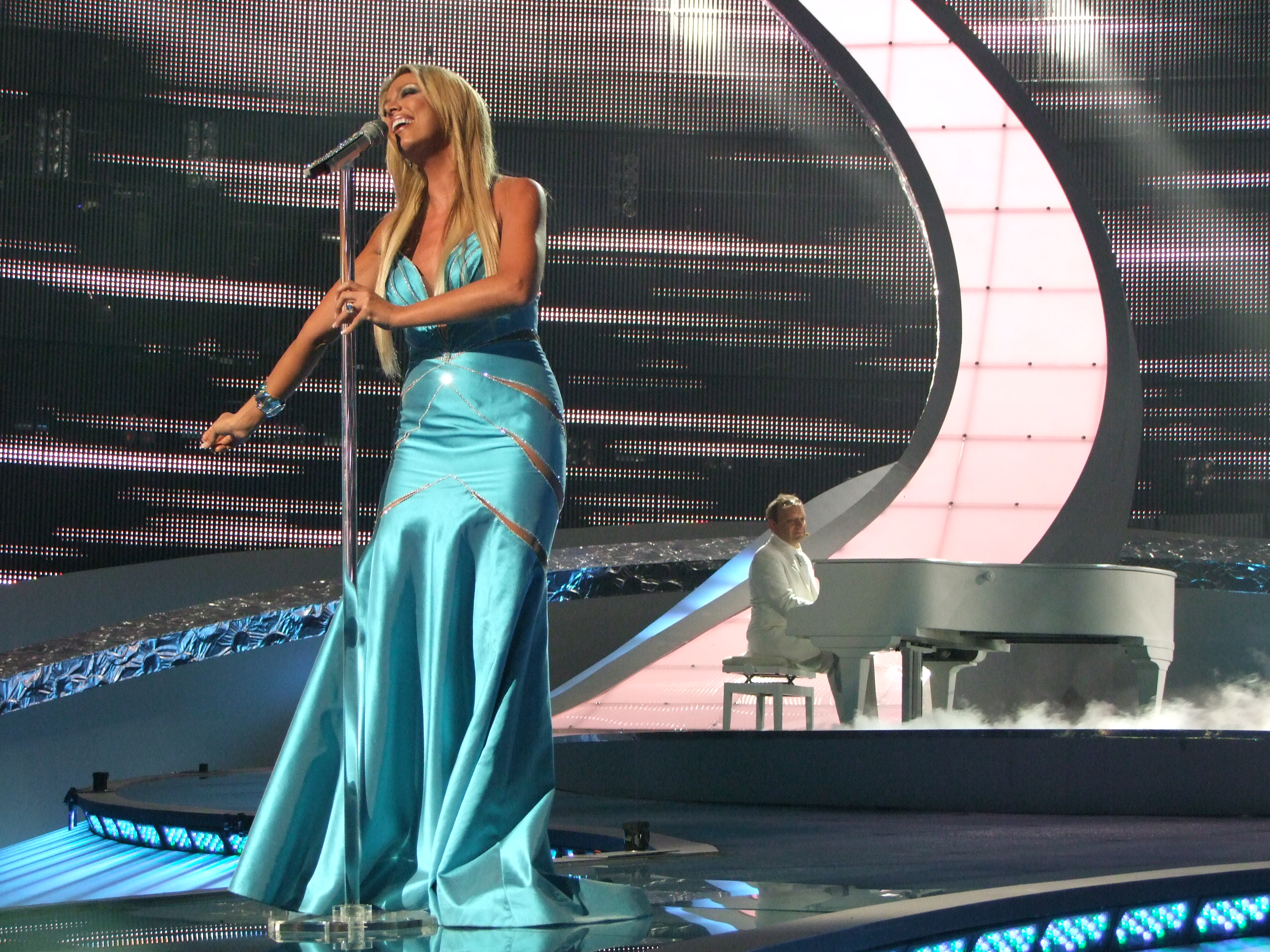
Isis Gee a Belgrad (2008)
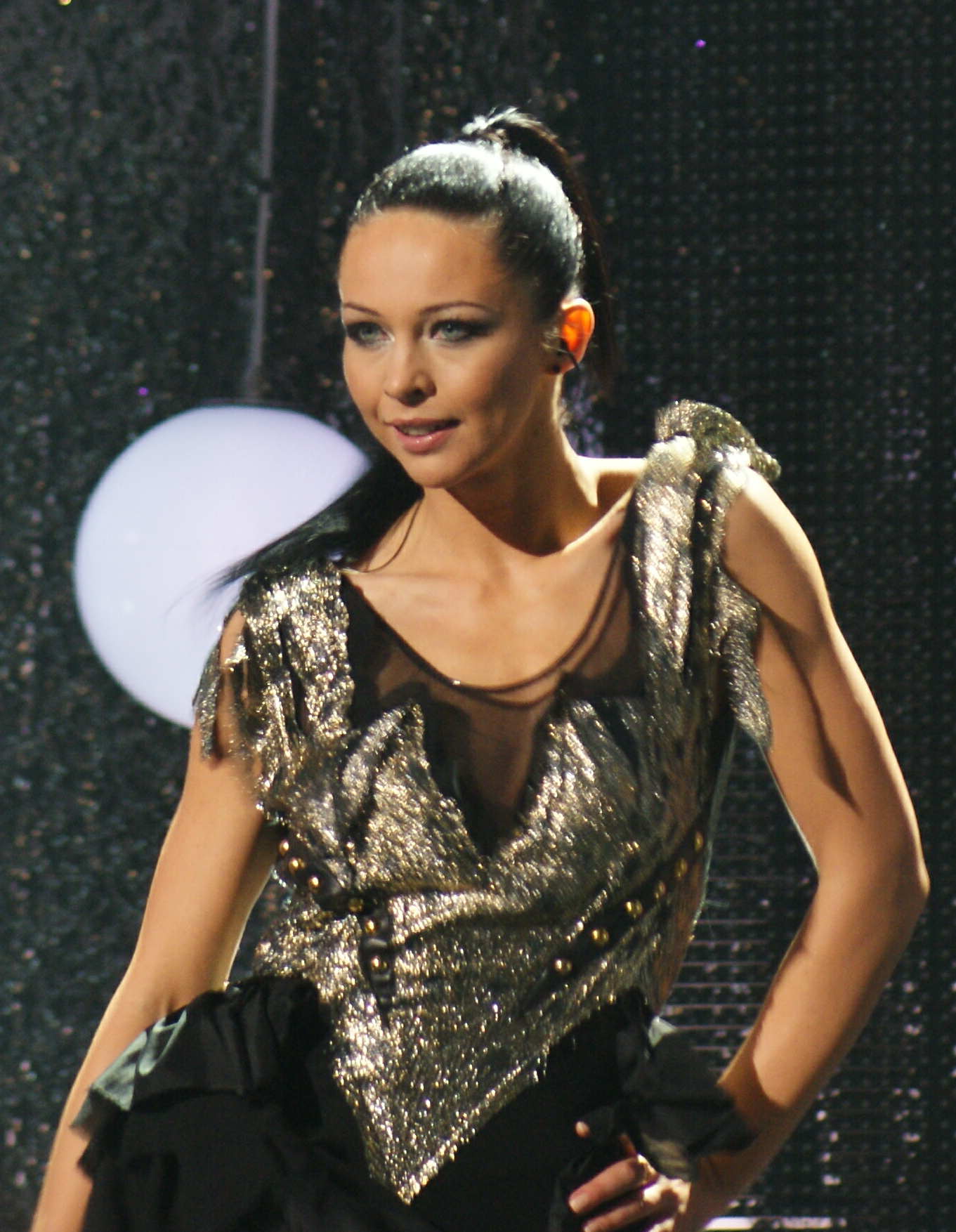
Magdalena Tul a Düsseldorf (2011)
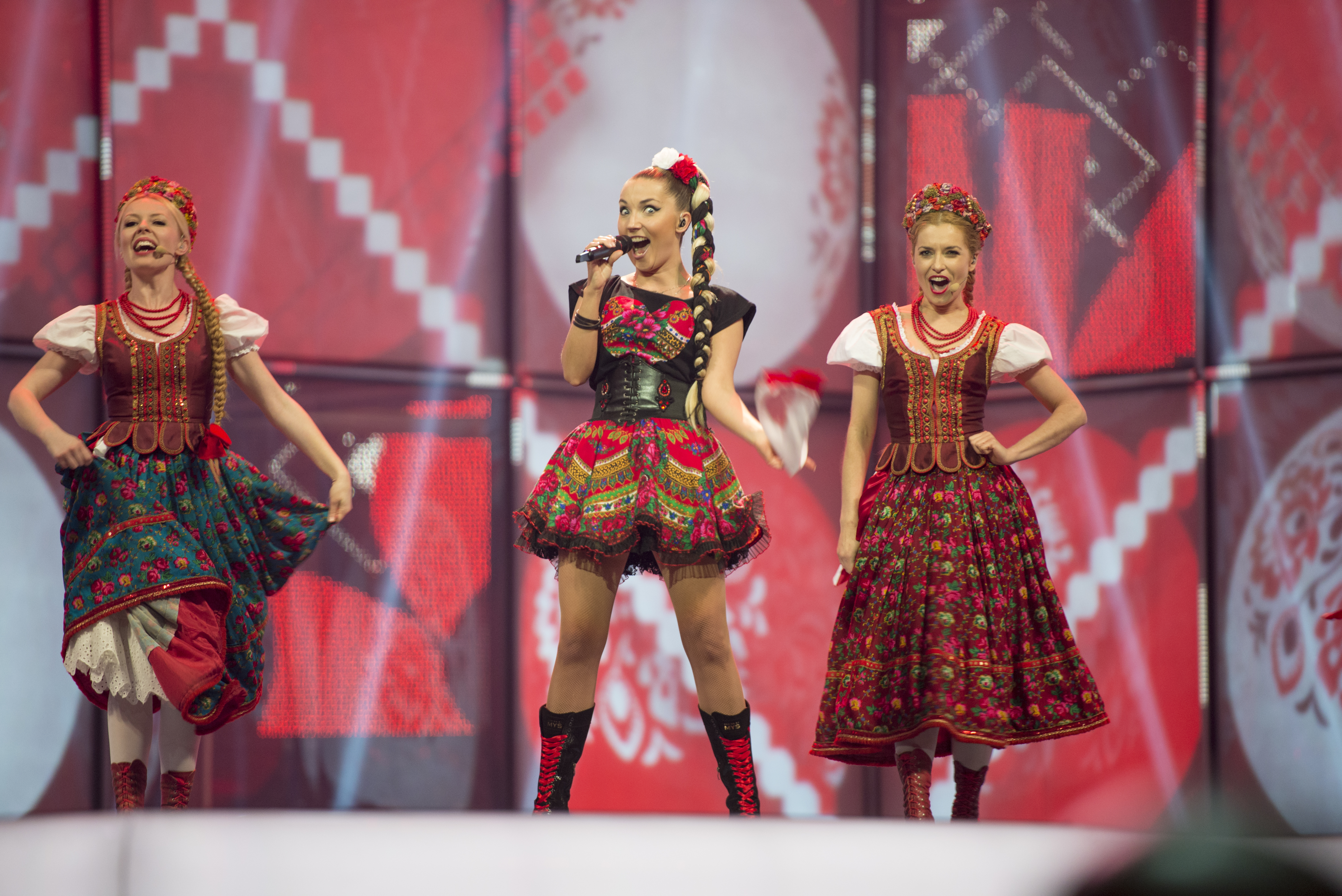
Cleo a Copenhaguen (2014)
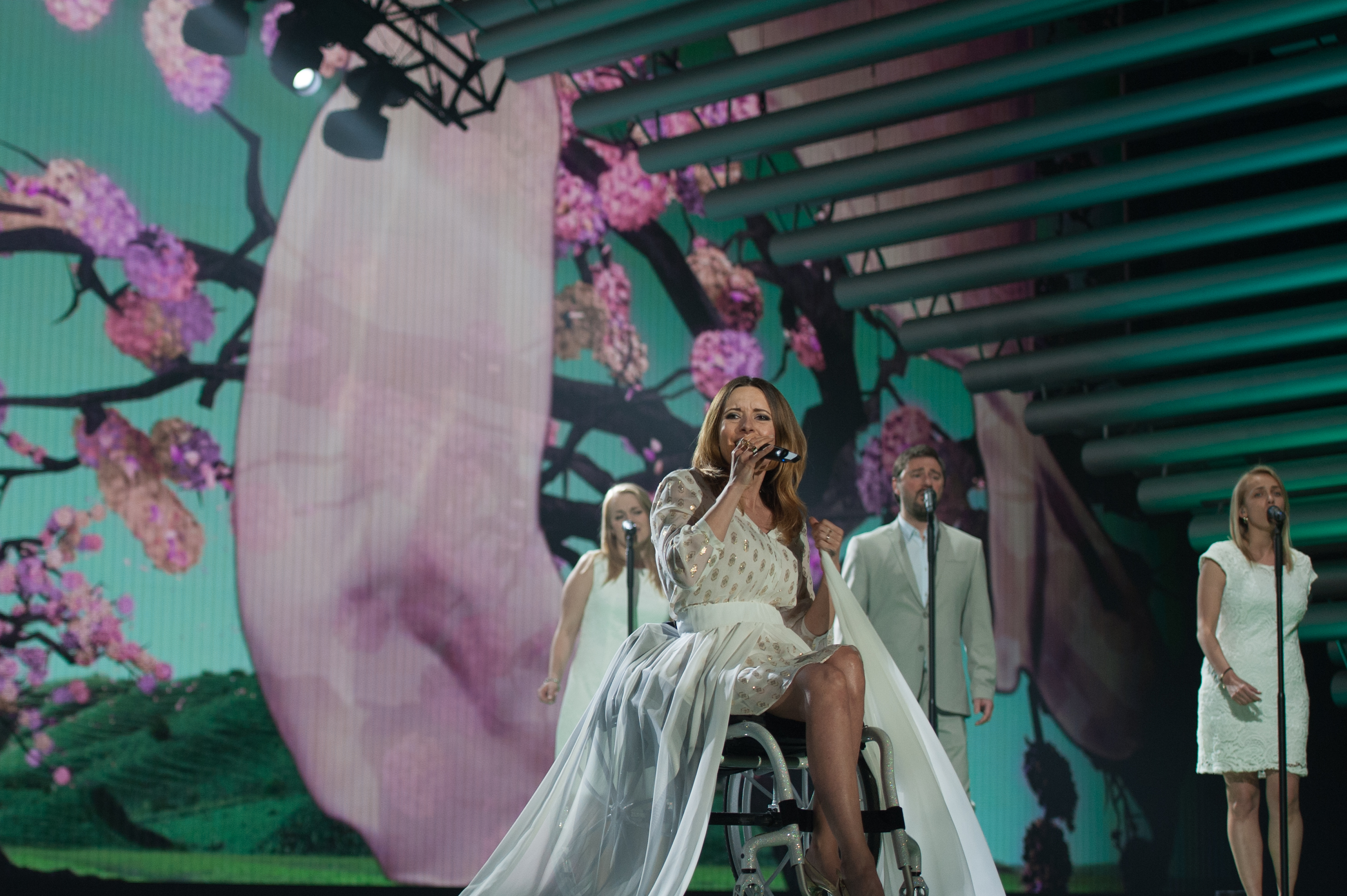
Monika Kuszyńska a Viena (2015)
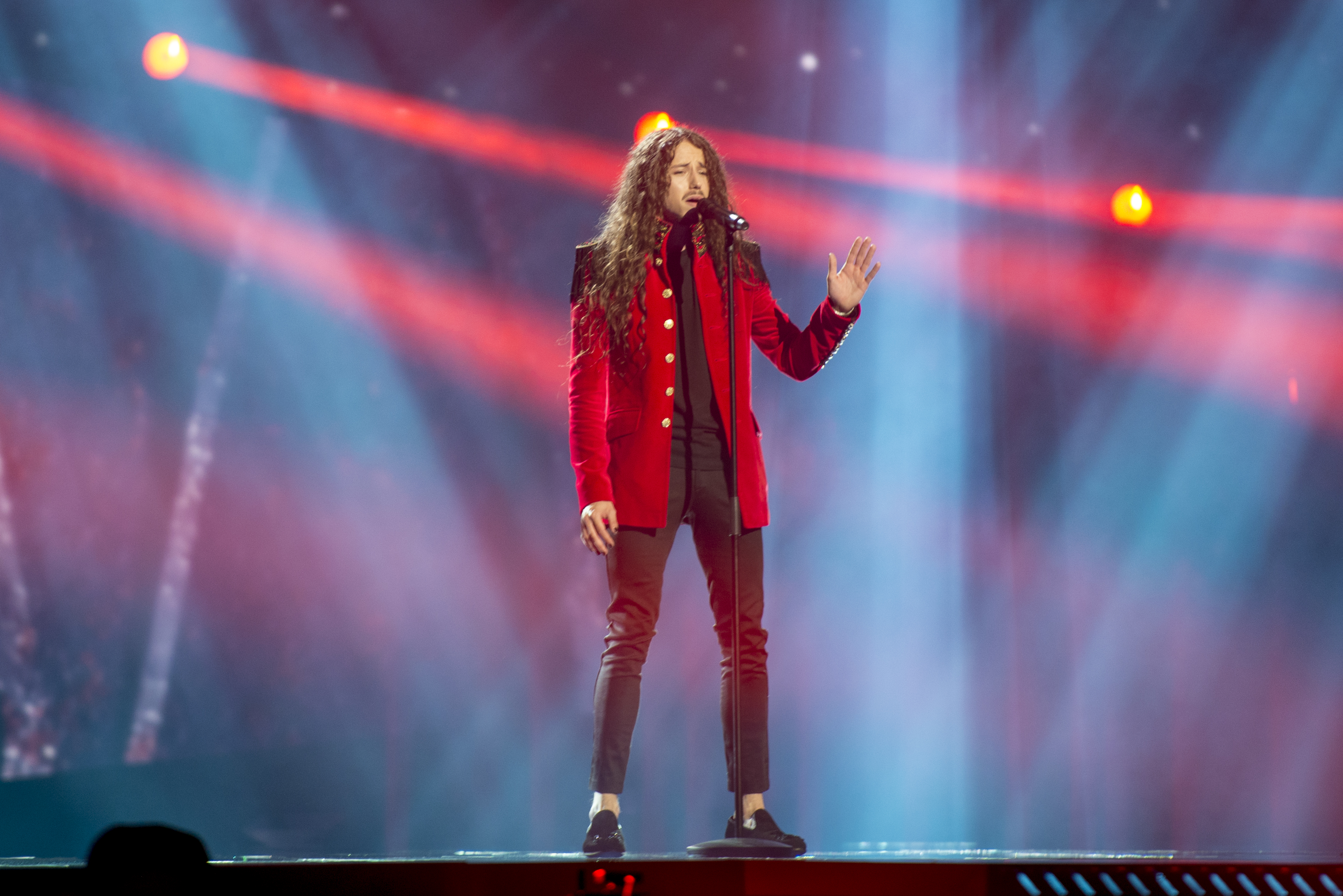
Michał Szpak a Estocolm (2016)
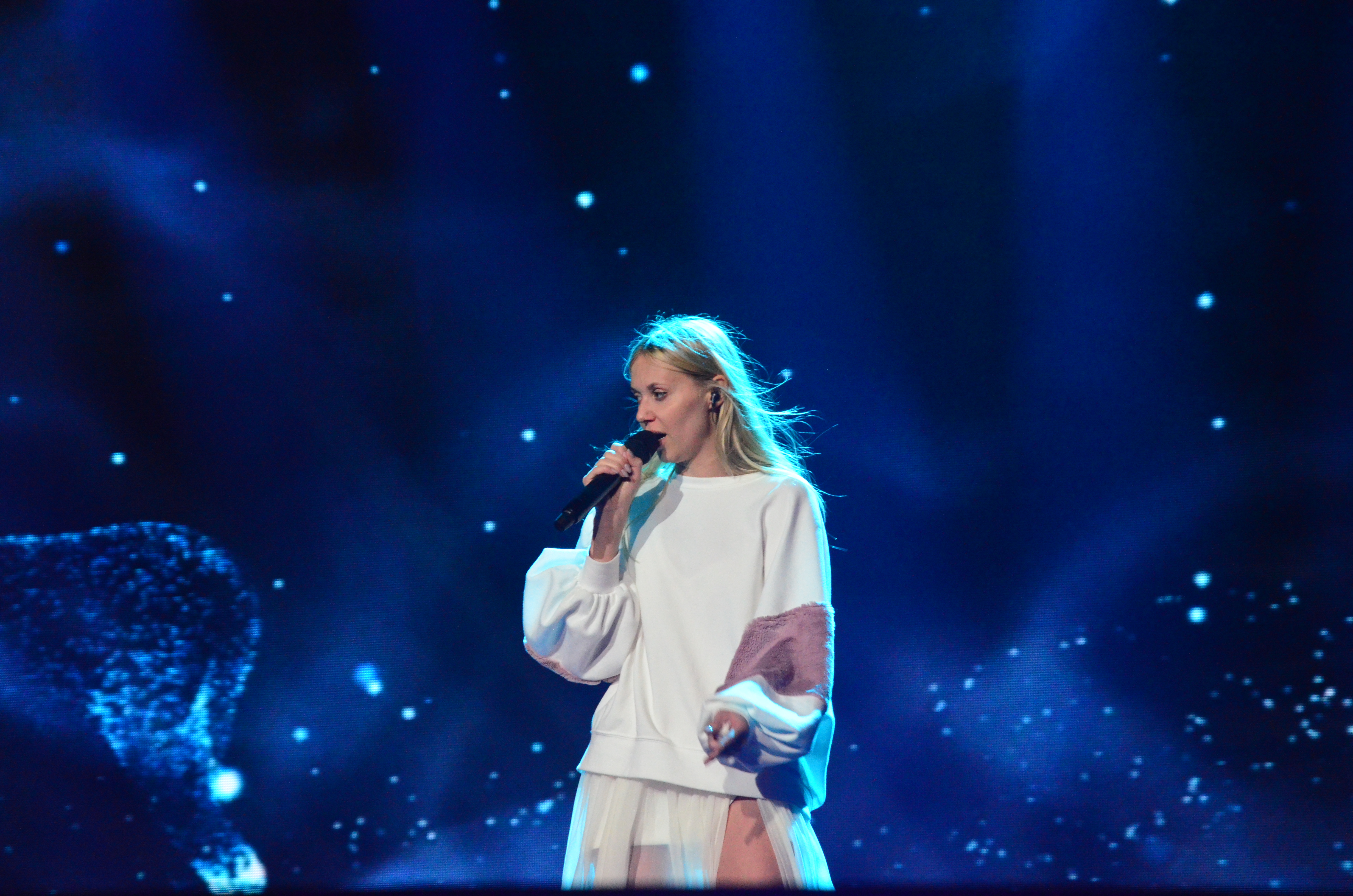
Kasia Moś a Kíev (2017)
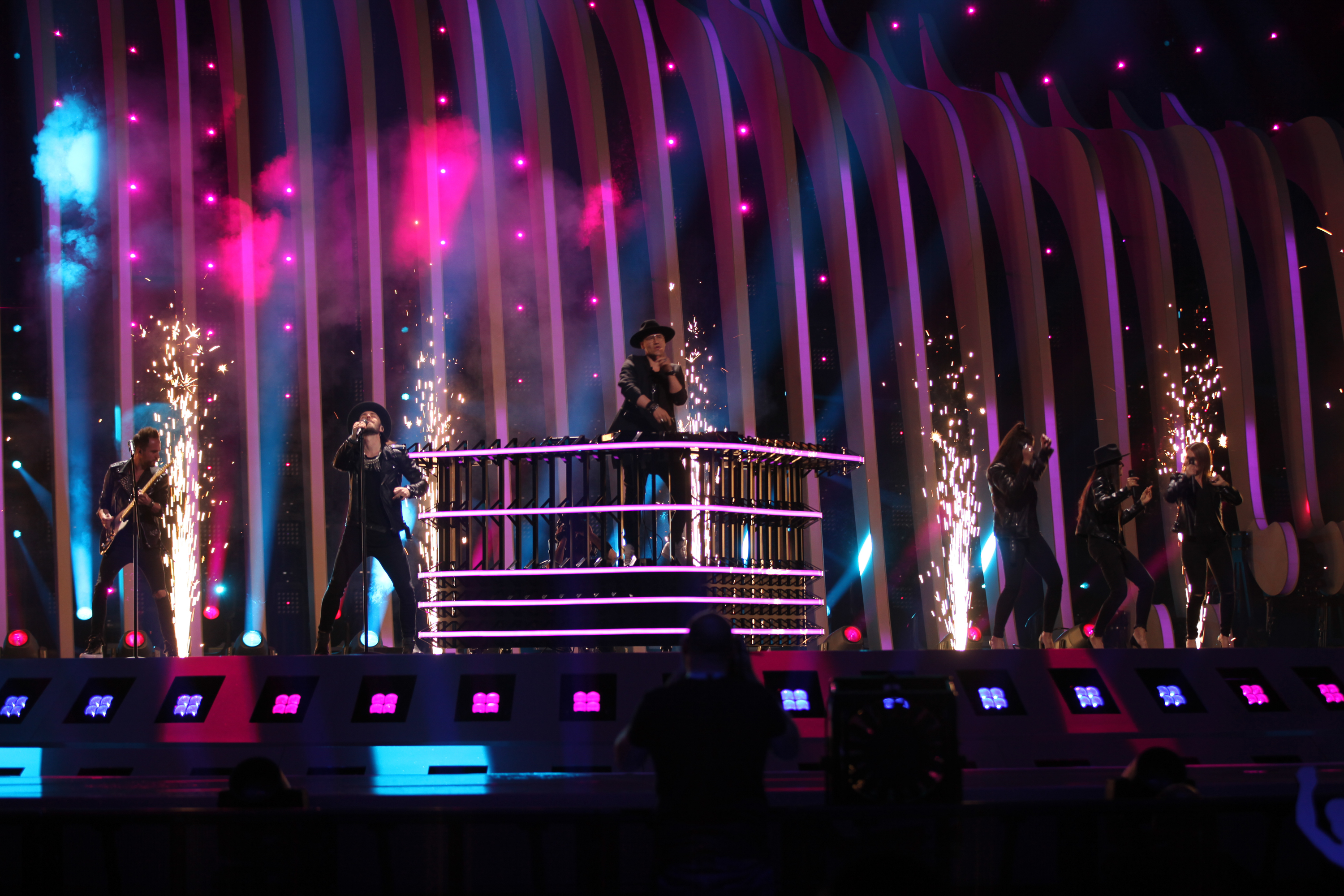
Gromee i Lukas Meijer a Lisboa (2018)
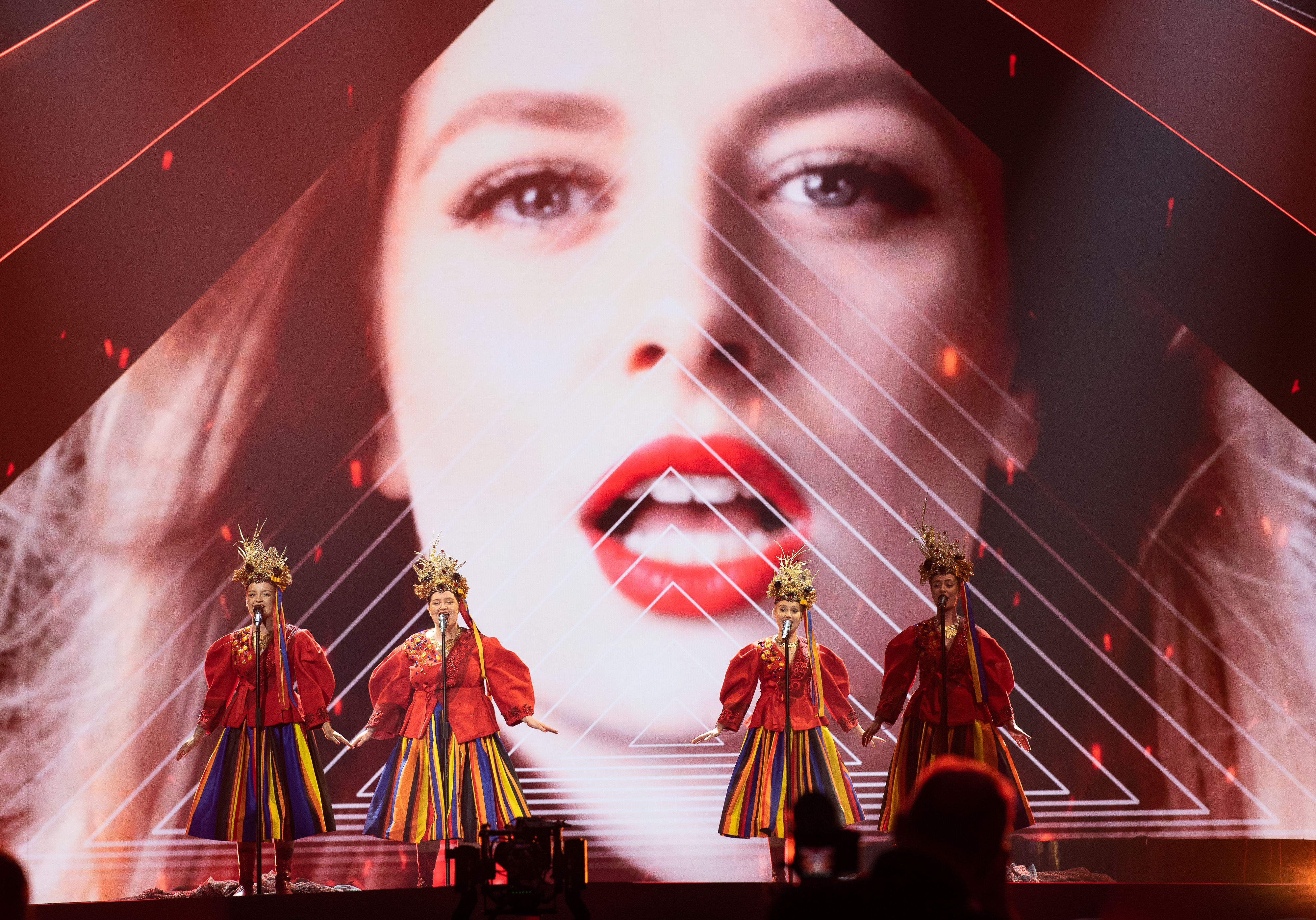
Tulia a Tel-Aviv (2019)